# Özlem Kaya
Özlem Kaya (Turquía, 20 de abril de 1990) es una atleta turca, especialista en la prueba de 3000 m obstáculos en la que llegó a ser medallista de bronce europea en 2016.

## Carrera deportiva
En el Campeonato Europeo de Atletismo de 2016 ganó la medalla de bronce en los 3000 m obstáculos, con un tiempo de 9:35.05 segundos, llegando a meta tras la alemana Gesa-Felicitas Krause y la albanesa Luiza Gega que con 9:28.52 s batió el récord nacional de Albania.